# Edificio Cortina Pérez
El edificio Cortina Pérez sito en la calle Sorní número 23 de la ciudad de Valencia (España) es una obra con destino familiar, proyectada por el arquitecto José María Manuel Cortina Pérez para su hermano Antonio Cortina Pérez, general de brigada honorario en 1936.
Se trata de un edificio medievalista construido en el año 1905 sobre uno de los solares que la familia disponía en el ensanche de la Valencia de 1900. Su estilo arquitectónico se enmarca dentro del modernismo valenciano.
El proyecto data de 1905, cuando el autor se encuentra en uno de sus mejores momentos profesionales con diversas intervenciones en esta zona del ensanche, y define un compacto edificio de cuatro alturas destinado a uso residencial. Dispone, por otro lado, la planta baja para bajos comerciales, de acuerdo al momento de desarrollo que experimenta la clase comercial.

## Descripción
La propia definición de la parcela, con su condición de chaflán, ayudará al autor a derrochar todo su genio creador ordenando una fachada de corte medieval y fantástico. Se trata de un amplio chaflán que cubre prácticamente la totalidad del frente, dejando escuetos testeros en sus extremos. Por su parte, esta misma posición del solar provoca unos lindes interiores en embudo que convierten la parcela en virtualmente triangular.
Cortina aprovecha esta situación para definir una composición elegante y sólida, con el empleo de diferentes elementos que contribuyen a darle una sensación cálida y segura. Destaca la presencia de un alero muy marcado, así como el tratamiento de las esquinas del chaflán, que se erigen en torreones de la composición y son coronados con los únicos elementos sobresalientes del alero. Todo el edificio se impregna de ese ambiente medieval y fantástico que caracteriza sus obras anteriores, si bien en esta abandona en gran parte la ornamentación fantástica por elementos que confieran una adscripción más moderna al edificio.
La composición de la fachada, así, se organiza en tres partes: una central y dos extremos que ocupan las esquinas simétricamente. Cada una de las ellas presenta, a su vez, una perfecta simetría en su definición, el tramo de fachada a cada lado de los chaflanes es igual en longitud que las otras dos fachadas. Los chaflanes, además, son coronados en su centro por un frontón de elevadas pendientes, que contribuye al aire fantástico en mayor medida.
Verticalmente, la fachada también se compone de tres partes significativas: la planta baja, las dos plantas centrales y la última. Los huecos colaboran en la ordenación de todas estas partes con una sucesión de cierta cadencia. Únicamente destaca el centro de la fachada, donde los huecos se agrupan de forma diferente, los tres en planta primera y solamente dos en planta segunda. Toda la fenestración consiste en huecos verticales hasta el suelo, donde aparece o no el balcón como base, según el lugar de importancia en el conjunto de la fachada.
Los materiales que la definen suponen una combinación de fragmentos de ladrillo rosado con piedra blanca, constituyendo el primero el armazón de la composición a modo de pilastras y adintelamientos. De esta forma, el ladrillo se sitúa en torno a las dos esquinas, así como la franja de coronación del edificio. Los diversos motivos ornamentales, de corte naturalista o medieval, así como cornisas y resaltes, retoman el color arena para contribuir a dar la unidad a la edificación.
Destaca en la composición de la fachada la decoración elegida, en la que se observa una inspiración medievalista con motivos fantásticos que aportan la parte naturalista de la obra en los pequeños detalles de extremos de dinteles, goterones, cabezas de pilastras dentado de cornisa y otros múltiples puntos. 